# Maradi, Channagiri
Maradi là một làng thuộc tehsil Channagiri, huyện Davanagere, bang Karnataka, Ấn Độ.